# Linkenmühle (Bad Windsheim)
Linkenmühle ist ein Wohnplatz der Stadt Bad Windsheim im Landkreis Neustadt an der Aisch-Bad Windsheim (Mittelfranken, Bayern). Linkenmühle liegt in der Gemarkung Ickelheim.

## Geographie
Die Einöde liegt in der Windsheimer Bucht. Der Ort liegt am Linkenbach, der ein rechter Zufluss der Aisch ist. Ein Anliegerweg führt zur Staatsstraße 2253 einen Kilometer nördlich von Ickelheim.

## Geschichte
Der Ort wurde 1347 erstmals urkundlich erwähnt.
Gegen Ende des 18. Jahrhunderts gehörte die Linkenmühle zur Realgemeinde Ickelheim. Das Hochgericht übte das Obervogteiamt Virnsberg aus. Das Anwesen hatte das Vogteiamt Ickelheim des Deutschen Ordens als Grundherrn.
Im Rahmen des Gemeindeedikts wurde Linkenmühle dem 1808 gebildeten Steuerdistrikt Ickelheim und der 1811 gebildeten Ruralgemeinde Ickelheim zugeordnet.
Im Zuge der Gebietsreform in Bayern wurde Ickelheim am 1. Juli 1976 nach Bad Windsheim eingemeindet.

## Einwohnerentwicklung
| Jahr      | 001818 | 001836 | 001840 | 001861 | 001871 | 001885 |
| Einwohner | 3      | 9      | 9      | 6      | 8      | 8      |
| Häuser    | 1      | 1      | 1      |        |        | 1      |
| Quelle    | [ 7 ]  | [ 8 ]  | [ 9 ]  | [ 10 ] | [ 11 ] | [ 12 ] |

## Religion
Der Ort ist seit der Reformation evangelisch-lutherisch geprägt und bis heute nach St. Georg (Ickelheim) gepfarrt. Die Katholiken sind nach St. Bonifaz (Bad Windsheim) gepfarrt.

## Weblink
- Linkenmühle in der Ortsdatenbank von bavarikon, abgerufen am 20. August 2021.